# فيسيلين توبالوف

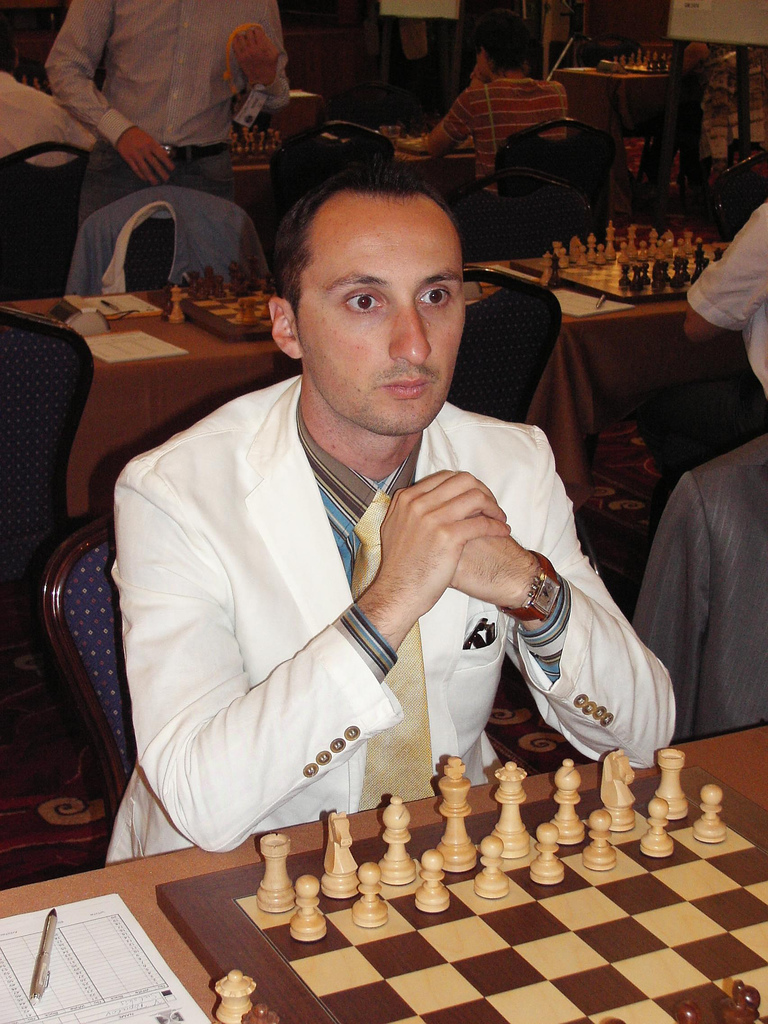

فيسلين توبالوف الكسندروف (بالبلغارية: Веселин Топалов)‏ لاعب شطرنج بلغاري ولد في 15 مارس 1975 . وفاز في بطولة الشطرنج العالمي لعام 2005 . وخسر لقبه في بطولة العالم 2006 ضد فلاديمير كرامنيك .

## وصلات خارجية
- فيسيلين توبالوف على موقع IMDb (الإنجليزية)
- فيسيلين توبالوف على موقع الموسوعة البريطانية (الإنجليزية)
- فيسيلين توبالوف على موقع الاتحاد الدولي للشطرنج (الإنجليزية)
- فيسيلين توبالوف على موقع مباريات الشطرنج (الإنجليزية)
- فيسيلين توبالوف على موقع 365Chess.com (الإنجليزية)
- فيسيلين توبالوف على موقع Chesstempo.com (الإنجليزية)
- فيسيلين توبالوف سجل أولمبياد الشطرنج على موقع OlimpBase.org (الإنجليزية)

البطاقة التعريفية لفيسلين توبالوف على الموقع التالية :
- « «365 chess
- « «chessgames
- « «olimpbase
- «تمرن على مواقف توبالوف »